# UFC 169
UFC 169: Barao vs. Faber II è stato un evento di arti marziali miste tenuto dalla Ultimate Fighting Championship il 1º febbraio 2014 al Prudential Center di Newark, Stati Uniti.

## Retroscena
Inizialmente come main event si era pensato all'incontro per il titolo dei pesi mediomassimi tra Jon Jones e Glover Teixeira, ma successivamente si decise per il posticipo di tale incontro e quindi l'headline fu dato alla sfida per l'unificazione delle cinture dei pesi gallo tra il campione indiscusso Dominick Cruz e quello ad interim Renan Barão; in seguito Cruz s'infortunò e Barão venne promosso a campione indiscusso e per questo evento venne programmata la sua prima difesa del titolo contro Urijah Faber.
Con 10 incontri terminati ai punti l'evento superò il precedente record di 9 vittorie per decisione delle card UFC on Fuel TV: Barao vs. McDonald e UFC 161: Evans vs. Henderson.

## Risultati
|                                                   | Divisione       |                  |                 |                 | Metodo                                      | Round           | Tempo           | Premio          |
| Card principale                                   | Card principale | Card principale  | Card principale | Card principale | Card principale                             | Card principale | Card principale | Card principale |
| ------------------------------------------------- | --------------- | ---------------- | --------------- | --------------- | ------------------------------------------- | --------------- | --------------- | --------------- |
| Sfida valida per il titolo di campione indiscusso | Pesi Gallo      | Renan Barão (c)  | batte           | Urijah Faber    | KO Tecnico (pugni)                          | 1               | 3:42            |                 |
| Sfida valida per il titolo di campione indiscusso | Pesi Piuma      | José Aldo (c)    | batte           | Ricardo Lamas   | Decisione unanime (49-46, 49-46, 49-46)     | 5               | 5:00            |                 |
|                                                   | Pesi Massimi    | Alistair Overeem | batte           | Frank Mir       | Decisione unanime (30-27, 30-27, 30-27)     | 3               | 5:00            |                 |
|                                                   | Pesi Mosca      | Ali Bagautinov   | batte           | John Lineker    | Decisione unanime (29-28, 29-28, 29-28)     | 3               | 5:00            |                 |
|                                                   | Pesi Leggeri    | Abel Trujillo    | batte           | Jamie Varner    | KO (pugno)                                  | 2               | 2:32            | FOTN + KOTN     |
| Card preliminare                                  |                 |                  |                 |                 |                                             |                 |                 |                 |
|                                                   | Pesi Leggeri    | Alan Patrick     | batte           | John Makdessi   | Decisione unanime (29-28, 29-28, 30-27)     | 3               | 5:00            |                 |
|                                                   | Pesi Mosca      | Chris Cariaso    | batte           | Danny Martinez  | Decisione unanime (29-28, 29-28, 29-28)     | 3               | 5:00            |                 |
|                                                   | Pesi Medi       | Nick Catone      | batte           | Tom Watson      | Decisione non unanime (28-29, 29-28, 30-27) | 3               | 5:00            |                 |
|                                                   | Pesi Leggeri    | Al Iaquinta      | batte           | Kevin Lee       | Decisione unanime (29-28, 29-28, 28-27)     | 3               | 5:00            |                 |
|                                                   | Pesi Medi       | Clint Hester     | batte           | Andy Enz        | Decisione unanime (30-27, 30-27, 30-26)     | 3               | 5:00            |                 |
|                                                   | Pesi Leggeri    | Rashid Magomedov | batte           | Tony Martin     | Decisione unanime (29-28, 29-28, 29-28)     | 3               | 5:00            |                 |
|                                                   | Pesi Welter     | Neil Magny       | batte           | Gasan Umalatov  | Decisione unanime (29-28, 30-27, 30-27)     | 3               | 5:00            |                 |

## Premi
I lottatori premiati ricevettero un bonus di 50.000 dollari per il Knockout of the Night e di 75.000 dollari per il Fight of the Night.
Legenda:
- FOTN: Fight of the Night (vengono premiati entrambi gli atleti per il miglior incontro dell'evento)
- KOTN: Knockout of the Night (viene premiato il vincitore per la migliore vittoria tramite KO dell'evento)
- SOTN: Submission of the Night (viene premiato il vincitore per la migliore vittoria tramite sottomissione dell'evento)

## Incontri annullati
|                                                   | Divisione         |                 |        |                 | Motivo                                   |
| ------------------------------------------------- | ----------------- | --------------- | ------ | --------------- | ---------------------------------------- |
| Sfida valida per il titolo di campione indiscusso | Pesi Mediomassimi | Jon Jones (c)   | contro | Glover Teixeira | Posticipato                              |
| Sfida valida per il titolo di campione indiscusso | Pesi Gallo        | Renan Barão (c) | contro | Dominick Cruz   | Cruz infortunato                         |
|                                                   | Pesi Leggeri      | Abel Trujillo   | contro | Bobby Green     | Green diede forfait per ragioni non note |
|                                                   | Pesi Leggeri      | Chris Cariaso   | contro | Kyoji Horiguchi | Horiguchi infortunato                    |